# László Pethő
László Pethő (Debrecen, 2 novembre 1948) è un ex schermidore ungherese, vincitore di una medaglia di bronzo ai campionati mondiali di scherma.